# Parque Central de Arona
Il Parque Central de Arona è uno spazio pubblico di 42.000 m², ubicato nel centro turistico di Playa de Las Américas, nel comune di Arona, a Tenerife, Isole Canarie. Dispone di varie piazze, giochi per bambini e parcheggi. Confina con la scuola pubblica, il tribunale, un ospedale, un complesso residenziale e varie strade.
Il parco è sorto per volontà del Cabildo de Tenerife, progettato da GBGV Arquitectos (arch. Jorge Mosquera Paníagua) e dal botanico Carlo Morici. Ha una rete di sentieri che collega una serie di piazze a geometria triangolare. Una sezione è ricoperta da varie specie di palme, inserite in un paesaggio dominato da due piramidi coperte di piante tappezzanti. Nello spazio con flora autoctona del Sud di Tenerife, il torrente chiamato Barranco del Camisón attraversa il parco, densamente ripiantato con flora nativa. La scuola è circondata da allineamenti di alberi di tamarindo e macadamia, a frutti commestibili.
Circa un terzo della superficie ospita una collezione di oltre 40 specie di palme, piantate a distanze regolari di 6 x 6 m, a volte intercalate da alberi tropicali. Abbondano quelli della famiglia delle Bombacaceae, fra cui Chorisia speciosa, Bombax ceiba, Ceiba pentandra e vari baobab: Adansonia digitata e Adansonia grandidieri. La piazza più vicina al palazzo di giustizia ha 10 esemplari di baobab africano (Adansonia digitata).
Il resto della superficie ospita la flora autoctona della costa Sud di Tenerife. Una gran parte era stata distrutta con il passare degli anni, per cui Morici ha disegnato una ricostruzione ambientale della macchia costiera canaria, tipicamente caratterizzata da Euphorbia balsamifera (tabaiba) e Euphorbia canariensis (cardón). In vari punti sono stati piantati alberi di Pistacia atlantica (almácigo) che è l'albero ufficiale del Comune di Arona, e varie dozzine di esemplari di Dracaena draco (drago). Parecchie Phoenix canariensis (palme canarie) seguono il corso del torrente.